# Вожирар (станция метро)
Вожирар (фр. Vaugirard) — станция линии 12 Парижского метрополитена, расположенная в XV округе Парижа. Названа по одноимённым улице (фр. Rue de Vaugirard) и кварталу XV округа, в котором расположена станция. В пешей доступности от станции располагаются администрация XV округа Парижа и церковь Сен-Ламбер де Вожирар.

## История
- Станция открылась 5 ноября 1910 года в составе первого пускового участка тогдашней линии А компании «Север-Юг» (с 1931 года линии 12 Парижского метрополитена) Порт-де-Версаль — Нотр-дам-де-Лоретт.
- Пассажиропоток по станции по входу в 2013 году, по данным RATP, составил 3 910 263 человек (129 место по уровню входного пассажиропотока в Парижском метро)[2].

## Конструкция
Станция построена по типовому парижскому проекту с изначальным оформлением в стиле компании Север-Юг. 

## Галерея

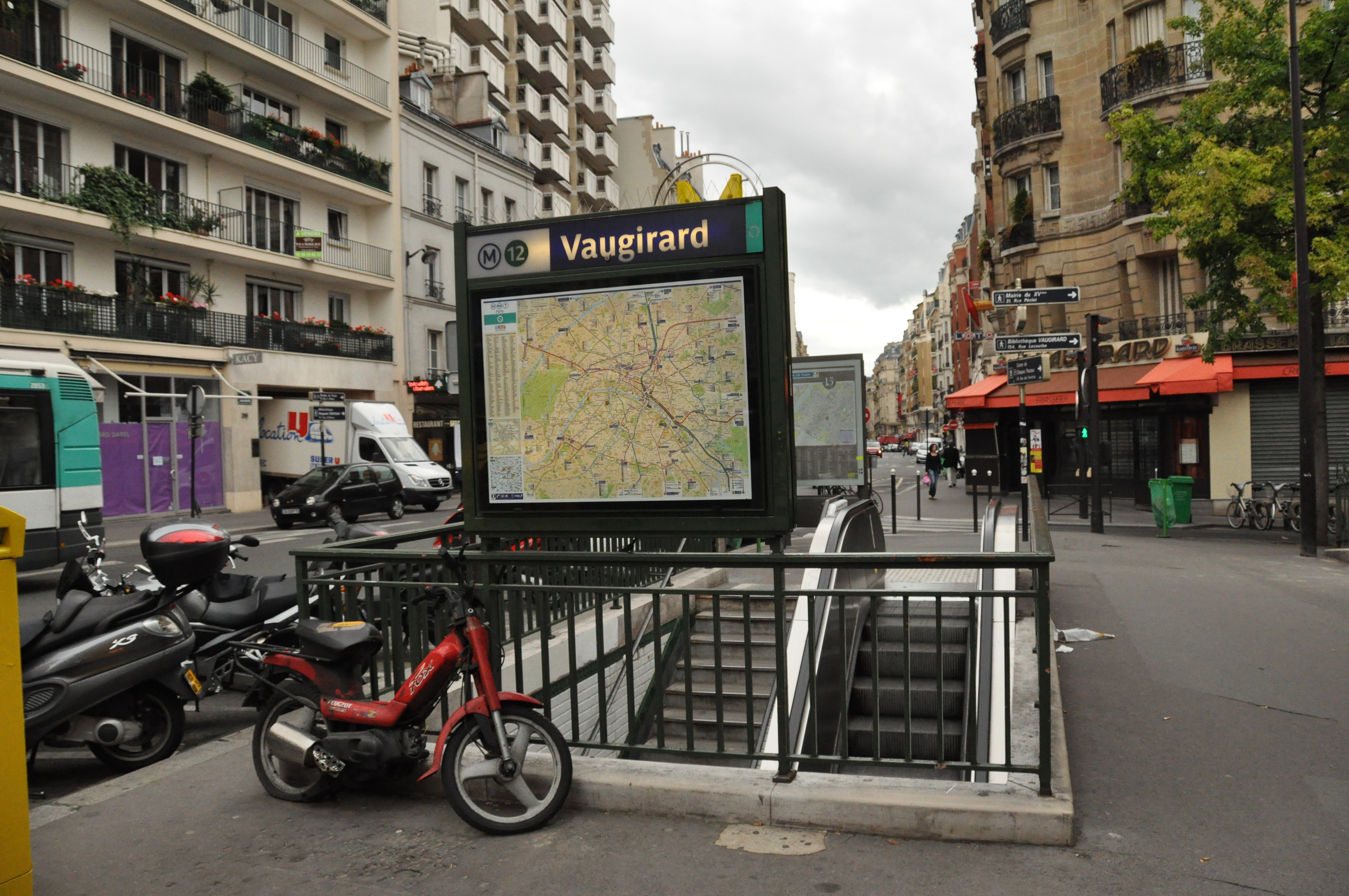
Лестничный сход
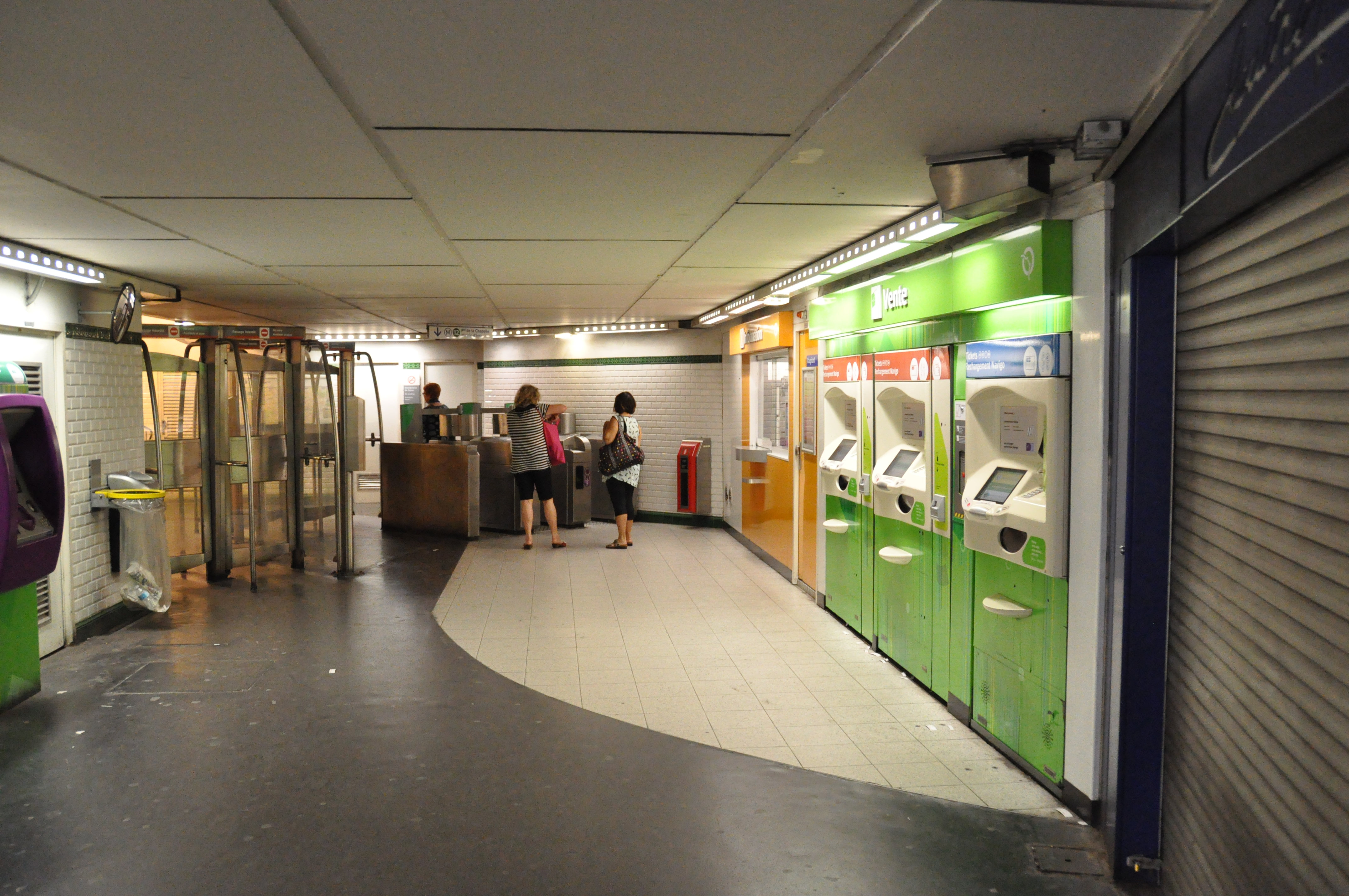
Кассовый зал
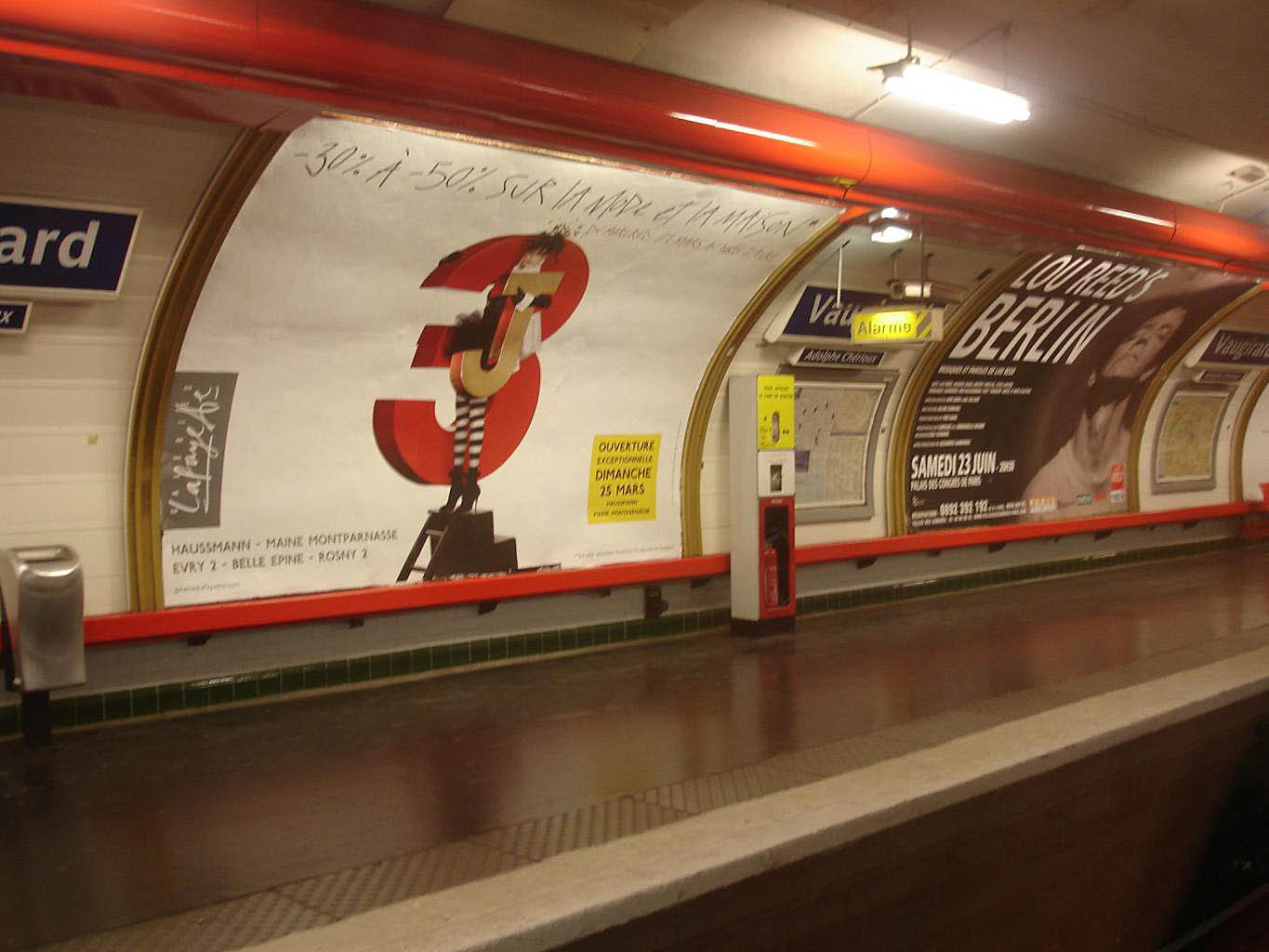
Оформление путевой стены